# یوشیتسوگو ماتسواوکا
یوشیتسوگو ماتسواُوکا (松岡 禎丞 Matsuoka Yoshitsugu, زاده ۱۷ سپتامبر، ۱۹۸۶) صداپیشه اهل هوکایدو، ژاپن است که از سال ۲۰۰۹ میلادی تاکنون مشغول فعالیت بوده است. او بیشتر برای صداپیشگی شخصیت‌هایی همچون کیریتو در اسورد آرت آنلاین، هاجیمه آئویاگی در رکاب‌زنان کوهستان، بل کرانل در مخ زدن داخل هزارتو اشکالی داره؟، سورا از نو گیم نو لایف، آراتا کاسوگا / استرال ترینیتی در ترینیتی سون، سوما یوکیهیرا در جنگ غذاها: شوکوگکی نو سوما، شیائو در گنشین ایمپکت، مکامارو آلتیمیت در جوجوتسو کایسن، تروکی هانازاوا در موب سایکو ۱۰۰، فوتارو اوئسوگی در پنج‌قلوهای باکلاس، ماسامونه ایزومی از ارومانگا سنسی، پتلژوز رومانه کونتی در ری:زیرو − شروع زندگی در دنیای دیگر، اینوسکه هاشیبیرا در شیطان کش: کیمتسو نو یائیبا شناخته شده است.

## زندگی‌نامه
ماتسواوکا در ۱۵ سالگی از اجرای آکیرا ایشیدا در نقش شخصیت کاوورو ناگیسا در مجموعه تلویزیونی انیمهٔ نئون جنسیس اونگلیون که او به پیشنهاد یکی از دوستانش تماشا کرد، برای اولین بار از حرفهٔ صداپیشگی با خبر شد. در حالی که در سال آخر دبیرستان آرزو داشت تعمیرکار خودرو شود، به دنبال مدرسه صداپیشگی در هوکایدو بود، اما پس از اینکه توصیه‌هایی مبنی بر اینکه موفقیت بدون رفتن به مدرسه‌ای در پایتخت دشوار است، به توکیو رفت. پس از فارغ‌التحصیلی از مدرسهٔ یویوگی انیمیشن در حالی که همزمان به عنوان دانشجوی بورس تحصیلی روزنامه کار می‌کرد، به مؤسسه بازیگران راوی ژاپن پیوست. پس از تست بازیگری در سال ۲۰۰۹، ماتسواوکا به عضویت آژانس «آیم انترپرایز» درآمد. در همان سال، او اولین اجرای خود را با عنوان اِی‌کی‌ایکس۲۰۰۰۰ در هیگاشی نو ادن انجام داد.
در سال ۲۰۱۱، برای اولین بار به ایفای نقش نارومی فوجیشیما در انیمهٔ پد یادداشت بهشتی پرداخت و در سال ۲۰۱۲ در ششمین دوره جوایز سییو، برنده بهترین بازیگر نقش اول مرد شد. در سال ۲۰۱۲، او شروع به صداپیشگی شخصیت کیریتو در اسورد آرت آنلاین کرد و تا سال ۲۰۲۳ به تکرار این نقش ادامه داد.